# Agrotis nigriorbis
Agrotis nigriorbis är en fjärilsart som beskrevs av Hans Zerny 1934. Agrotis nigriorbis ingår i släktet Agrotis och familjen nattflyn. Inga underarter finns listade i Catalogue of Life.